# Nicolas Ier du Kongo
Nicolas Ier du Kongo  en kikongo Miasaki mia Nimi en portugais D. Nicolau,  mort en 1758 à Mbanza-Kongo, fut roi du Kongo de 1752 jusqu'à sa mort. Membre de la Maison de Kimpanzu, il succède à Garcia IV de la Maison de Kinlaza, à l'époque de la rotation des maisons royales établie par le roi Pierre IV.

## Règne
Fils putatif de Manuel II du Kongo à la mort de Garcia IV du Kongo;   Nicolau Miasaki mia Nimi accède au trône en 1752 sous le nom Nicolas Ier. Sebastião Ier Nanga kia Kunga lui succède entre 1758 et 1764